# Weupife
El wewpife (en mapuche "orador"[cita requerida]), es el encargado de obtener y poseer la información que se fue transmitiendo de generación en generación. Transmite cuentos, costumbres,  religiosidad, la cosmovisión de la comunidad a través del relato oral.
El momento donde el wewpife realiza su acto se denomina wewpin.

## Descripción
La memoria social de la comunidad mapuche persiste,se conserva y va tomando valor gracias a la práctica y "capacitación" del weupifu. En el weupin es donde se revive el pasado no solo de manera oral, sino también, emocional, reproduciendo a las nuevas generaciones el sentimiento e identidad de un mismo proyecto, la comunidad.